# 14544 Ericjones
14544 Ericjones è un asteroide della fascia principale. Scoperto nel 1997, presenta un'orbita caratterizzata da un semiasse maggiore pari a 3,0573763 UA e da un'eccentricità di 0,0915663, inclinata di 9,50651° rispetto all'eclittica.